# Сабадін Ольга Юріївна
Ольга Юріївна Сабадін - (Olga Sabadin, 18 серпня 1992, Костянтинівка, Донецька область) - українська художниця, послідовниця школи українського імпресіонізму. З відзнакою закінчила Харківську державну академію дизайну та мистецтв за напрямком "Монументальне мистецтво". Веде активну творчу діяльність в галузі станкового та монументального живопису. Актуальні роботи є на cайті художниці. 
Виконала численні мурали в Україні, а також Германії, Швейцарії.
Картини олією та акрилом знаходяться в приватних колекціях США, Канади, Великої Британії, Австралії, Франції, Австрії, Швейцарії, Німеччини, Арабських Еміратів, України.
Включена до серії "Відомі люди Донеччини".
Має медаль "За служіння мистецтву" від "Громадської організації "Всеукраїнське об'єднання громадян "КРАЇНА".
Володіючи відмінною технікою вітражу та мозаїки, спирається на композиційні ідеї та орнаменти слов'янської, скіфської, трипільських культур. Уважно стежить за сучасними авторами, і в дусі українського авангарду - продовжує власний творчий пошук у своєму заклику до людей: любити та насолоджуватися життям!

## Життєпис
Народилася в індустріальному місті в серці Донбассу. З дитинства звикла до дикого степу та затишку батьківського саду. Квіти та кольори природи виховали кохання до світу та мистецтва як способу пізнання та розповіді про життя.  Батьки активно підтримували потяг доньки до живопису.  
В 2005-2008 роках Ольга Сабадін навчалася в художній школі м. Костянтинівка. В 2008-2012 роках навчалася в художньому училищі м. Донецьк на відділенні станкового живопису, яке закінчила з відзнакою. В 2012-2016 роках навчалася в Харківській державній академії дизайну та мистецтв на факультеті монументального мистецтва, який також закінчила з відзнакою. 
Після навчання деякий час жила та працювала в м. Київ. В 2019-2020 роках працювала в Китаї вчителем англійської мови та живопису. Через коронавірус повернулася в Україну, де приймала активну участь у пленерах, отримала відзнаку "За служіння мистецтву". Деякий час жила та працювала в м. Бориспіль. З 2022 року була вимушена виїхати до Німеччини та Швейцарії.
Приймає активну участь у житті української культурної діаспори.

## Творчість
Ольга називає свою творчість медитацією, пошуком себе, переживанням оточуючого світу.

Цитата художниці про поточну серію "Квітуча країна":

"Серія починалася як розповідь про мій рідний край - Донеччину та Україну. Раніше квітучий промисловий регіон з надзвичайною природою, - занепадав. У моїй юності туди взагалі прийшла війна. У своїх роботах я мрію про казкову країну де виключно гармонія та щастя. Ці картини були як медитація, пошук нової Себе, створення довкола себе щасливої Планети Маленького Принца.
Роздум про малу батьківщину виріс у розповідь про Людину, про чисту дитину всередині нас, яка мріє любити і бути коханою, про наш внутрішній космос, і про гармонію в будь-якому місці всесвіту. У своїх роботах - я хочу побажати: нехай усередині кожного з вас буде квітучий сад, і кожен із вас освітить теплими променями будь-яке місце нашої планети. Як би там темно не було зараз. Нехай скрізь буде тільки 'Квітуча країна'!"

### Neon Art
Використовуючи ідеї давньої української колористики, ідеї фовізму, імпрессіонізму, - художниця висловлюється до глядача картинами - вибухами. Композиції, палітра, насиченість тонів - створюють ефект емоційності, переживання зображенної події. Ця риса стилю живопису Ольги Сабадін прослідковується на всіх етапах творчості, або проектах. 
З 2020-х Ольга починає використовувати в палітрі люмінесцентні фарби. Вони особливо чутливі до ультрафіолетового світла. При денному, і при штучному освітленні особливо - змінюють настрій роботи на містичний, казковий, зазеркальний. Аліса Льюїса Керрола - улюбленя героїня авторки. Тож роботи сміливо занурюють глядача в інші виміри, в казку. 
Поступово Neon Art стає маркером Ольги Сабадін. Поточна велика серія "Квітуча країна" почалася з виставки "Квітуча країна" в м. Бориспіль в грудні 2021 року. У Швейцарії проект набув продовження та розвитку, переосмислення. Мисткиня написала близько 50 робіт за декілька місяців. Результатом творчості стала персональна виставка "Пісня Всесвіту", Attisholz-Areal, Riedholz, Switzerland. Ультрафіолетове освітлення виставки переносило глядача у містичний світ магії та підсвідомих почуттів. 

### Творча діяльність
Міжнародні виставки та проекти:
- 2022 Festival «Art Spring», Berlin, Germany
- 2022 Cultural Marathon «Show Me Love 4.0», Mahalla, Berlin, Germany
- 2022 Studio Ukraine Carpet Project «Threads in Motion», Haus Der Statistik, Berlin, Germany
- 2022 Mural project «Flourishing Country», Attisholz-Areal, Riedholz, Switzerland[12]
- 2022 Solo exhibition «Song of Universe», Attisholz-Areal, Riedholz, Switzerland[13]

Персональні виставки:
- 2016 «Живопись немая поэзия», ART Street Gallery, Харків, Україна
- 2018 «Краски лета», Buzok Gallery, Харків, Україна[14]
- 2018 «Вся моя жизнь-великое искусство», Краєзнавчий музей, Костянтинівка, Україна
- 2020 «Живопис як медитація», Художній музей, Краматорськ, Україна[15]
- 2021 «На далеких берегах» Муніціпальна Сумська галерея, Суми[16]
- 2021 «На далеких берегах» Краєзнавчий музей, Костянтинівка, Україна
- 2021 «Квітуча Країна» Арт-Депо, Бориспіль, Україна
- 2022 «Квітуча Країна» Музей писанки, Коломия, Україна[17]
- 2022 «Пісня Всесвіту», Attisholz-Areal, Riedholz, Switzerland

Мурали:
- 2022 "Flourishing Country", Attisholz-Areal, Riedholz, Switzerland
- 2022 "NEVER AGAIN", Berlin, Germany[18]
- 2020 "В світле майбутнє", Мирноград, Україна[19]
- 2020 "Чарівна бібліотека", Волноваха, Україна[20]
- 2014 "Схід-Захід", Львів, Україна

Пленери:
- 2018 Міжнародний грецький пленер o. Тасос, Греція
- 2021 Всеукраїнський пленер "Портрет Поділля" Кам'янець-Подільський, Хмельницька обл. Україна
- 2021 Всеукраїнський пленер "Червень у Переяславі" Переяслав, Київська обл.[21]
- 2021 Пленер Фест "Вкраїна козака Мамая" Мамаєва Слобода, Київ
- 2021 Всеукраїнський пленер "Гармонія води, степу та духовності" с. Пелагіївка, Миколаївська обл., Україна
- 2021 Міжнародний пленер "Кращий художник", Вінниця, Україна[22]

Арт Резиденції:
- 2018 "Heart For Ukraine" куратор арт терапії для дітей із зони АТО, Берлін, Німеччина
- 2018 Арт-резиденція "Дифузії", м. Краматорськ, Донецька обл., Україна
- 2020 Арт резиденція "Дифузії", м. Краматорськ, Донецька обл., Україна
- 2020 Арт резиденція "Аура Міста", м. Старобільськ, Луганська обл., Україна